# Bombardeio de Manaus

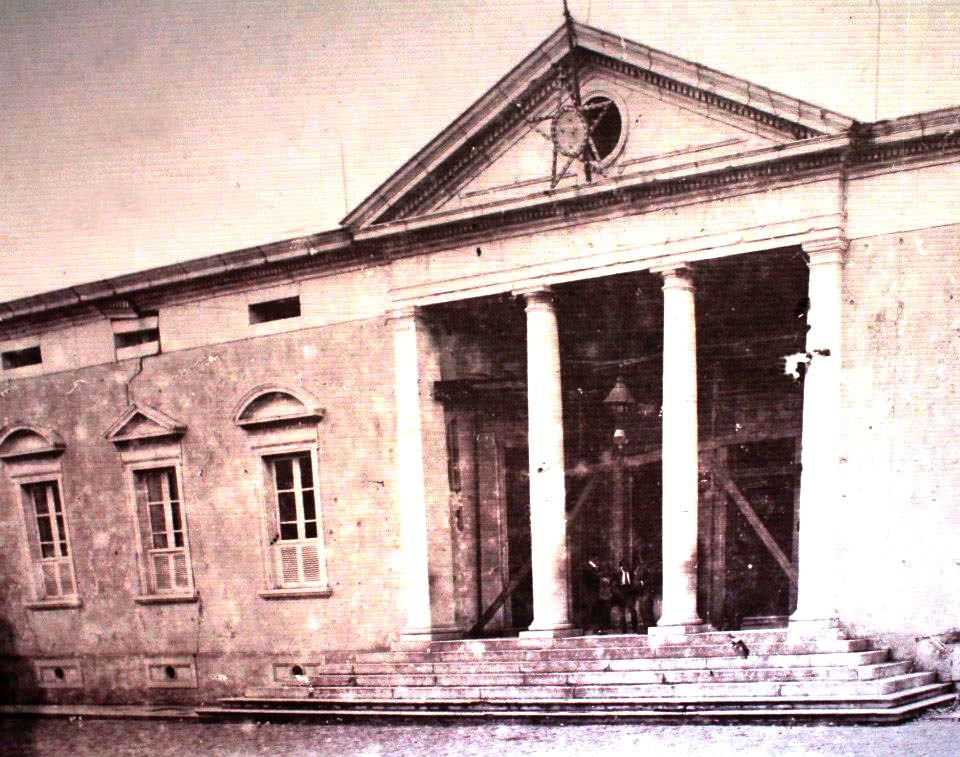
Palácio do Governo do Estado dias após o bombardeio. Hoje é o Museu da Cidade

O bombardeio de Manaus ocorreu em 8 de outubro de 1910. Foi o resultado de um golpe tramado em parte na Capital do País no qual o vice-governador Antônio Gonçalves Pereira de Sá Peixoto, depôs o governador Antônio Clemente Ribeiro Bittencourt, com uma falsa ata do Congresso do Amazonas, de 7 de outubro de 1910.

## O Governo Federal
Em outubro de 1910, o Brasil vivia os últimos dias do governo do presidente Nilo Peçanha, que assumiu o cargo após a morte de Afonso Pena em 1909.
O Marechal Hermes da Fonseca era o presidente eleito com 403 867 votos, tendo derrotado a Rui Barbosa na eleição de 1º de março, sendo a sua posse marcada, como de costume na época, para 15 de novembro.
Seu concorrente, Rui Barbosa, senador pela Bahia apoiado pelo Partido Republicano Paulista, obteve 222 822 votos, fato inédito já que candidatos da oposição não conseguiam alcançar uma votação expressiva.
Sua campanha civilista, inspirado nas campanhas de Roosevelt (1904) e Taft (1908) a Presidente dos Estados Unidos, foi a primeira campanha presidencial moderna do Brasil, percorrendo vários estados do país fazendo discursos e comícios, e pela primeira vez na República Velha houve uma disputa real pela Presidência. Lembrando que o voto era aberto, e que a fraude era corriqueira.
Hermes da Fonseca venceu com o apoio do presidente Nilo Peçanha do Partido Republicano Fluminense, mas nos primeiros dias de outubro, antes da posse se aliou ao recém-criado Partido Republicano Conservador do vice-presidente do Senado Pinheiro Machado.
Na época o que regia a política brasileira era a política dos estados onde o candidato a Presidente da República era escolhido previamente pelos governadores, e este, uma vez eleito, não interferia nos negócios dos estados e nem os estados interferiam nos municípios, garantindo assim autonomia política a todos, desse modo as oligarquias locais se mantinham indefinidamente no poder.

## A Política do Amazonas

### No Amazonas
Silvério Néri era Senador da República em 1900, quando da eleição para o governo do amazonas, ele maneja para que seu irmão o Coronel do Estado Maior do Exercito Constantino Néri ocupe o seu lugar no senado e ele vai governar o Estado de 1900 - 1904 . Ao final de seu mandato, volta ao senado e Constantino passa para o Governo do Amazonas, 1904 - 1908, porém quando tentaram trocar novamente o Presidente Afonso Pena impediu o processo, ao mesmo tempo apareceu na imprensa em Manaus uma serie de escândalos administrativos de seu governo, com isso Constantino decidiu retornar a vida militar, e Silvério permaneceu no Senado.  

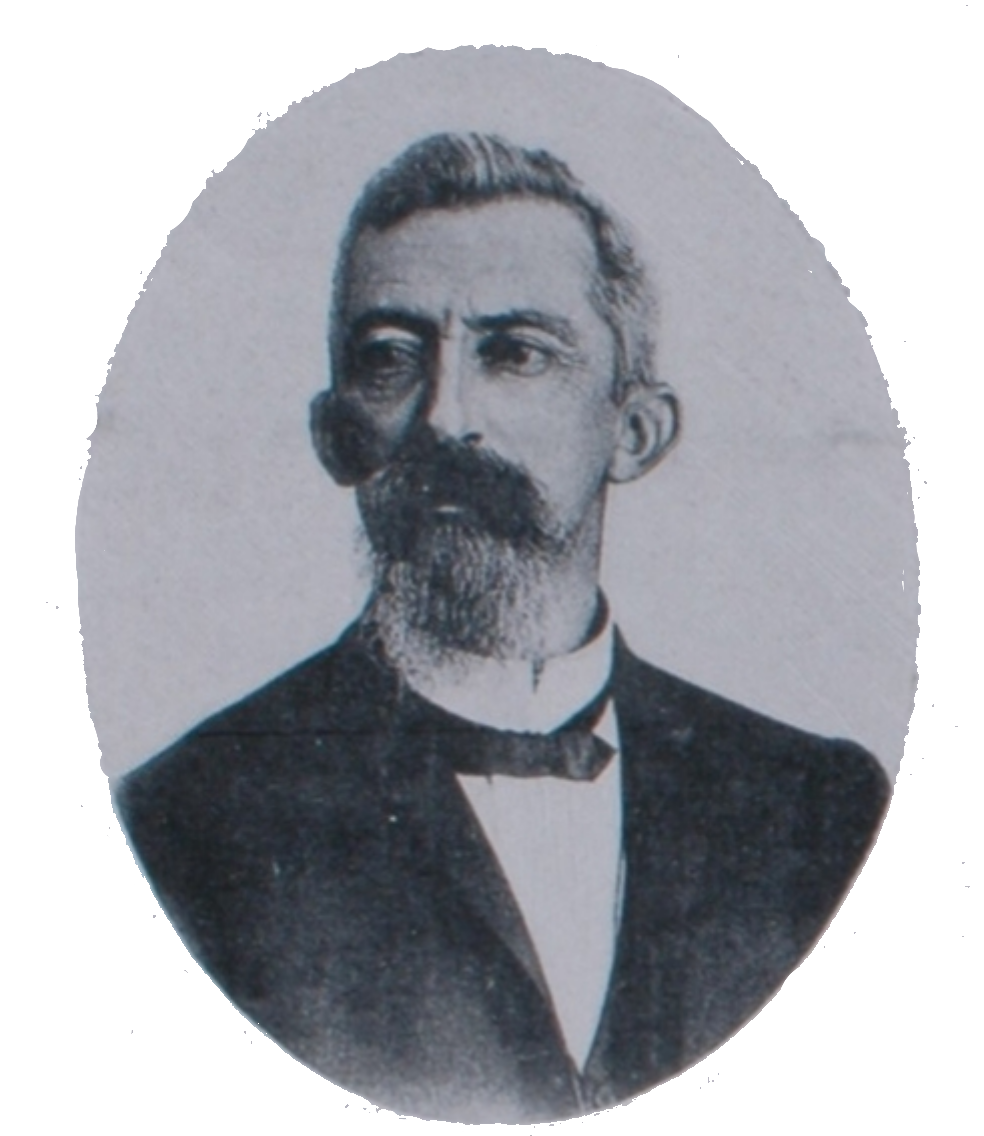
Antônio Clemente Ribeiro Bittencourt

Foram eleitos então para o Governo do Amazonas o Coronel Antônio Clemente Ribeiro Bittencourt e como vice, o jovem Senador Coronel Antônio Gonçalves Pereira de Sá Peixoto.
Bittencourt tinha sido o vice de Silvério Néri durante o seu governo, eram do mesmo partido e aparentemente amigos, mas, em 1903 quando abriu uma vaga no Senado, Bittencourt se candidatou a ela, foi ao Rio de Janeiro, e teve uma votação suficiente para ocupar o cargo, mas, seu nome foi rejeitado por Pinheiro Machado o responsável, então, pela Comissão verificadora dos poderes, o equivalente hoje ao Tribunal Superior Eleitoral ficando a cadeira com o Barão de Ladário. Como era totalmente desconhecido no Rio de Janeiro e com sua história restrita ao Amazonas, os jornais o apelidaram de Pedro Alvares Cabral, pois vinha para descobrir o Brasil. Os políticos do Amazonas envolvidos no bombardeio de Manaus eram ou foram em algum momento do Partido Republicano Federal.

### Os Jornais de Manaus
- Amazonas: O órgão de divulgação do Partido Republicano Federal. Seu maior acionista era Bittencourt, os outros sócios eram Silvério Néri e Cabo Afonso, depois da expulsão de Silvério e Afonso do Partido, Bittencourt "vendeu" sua parte ao Dr. Adelino Costa.
- O Correio do Norte: O órgão de divulgação do Partido Revisionista, que apoiou a campanha civilista de Rui Barbosa, após a extinção do partido em 3 de setembro de 1910. foi vendido em 14 de setembro ao deputado Castella Simões e o sr. Trajano Chacon, um advogado da cidade.[2] Depois foi vendido em 31 de dezembro de 1910, a Germano Bentes Guerreiro, um jornalista independente,
- Jornal do Comercio: dito independente, se dizia ligado à Associação Comercial do Amazonas.
- A Noticia: dito independente, mas claramente apoiava Sá Peixoto.

### No Rio de Janeiro
Jorge de Moraes, Jônatas Pedrosa e Silvério Néri, eram os Senadores pelo Amazonas.

## Antecedentes
Comandava o 46º batalhão de Caçadores do Exército o Coronel Joaquim Pantaleão Telles de Queiroz –. O mesmo oficial da "Questão Telles" no Rio Grande do Sul, onde:
"No dia 30 de julho de 1896 assumiu o comando geral da Força o general Salvador Aires Pinheiro Machado, após uma pequena crise em que se viu envolvido o coronel Joaquim Pantaleão Teles de Queiroz que mostrou desejos de amotinar algumas unidades da corporação sob seu comando, em ato de represália contra o governo do Estado, face a incidente pessoal com magistrado do Superior Tribunal, o Dr. Paulino Rodrigues Fernandes Chaves, não logrando seu intento."  

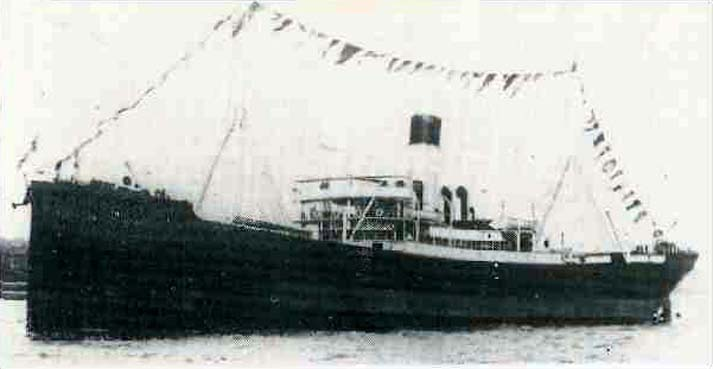
Vapor de Guerra Comandante Freitas

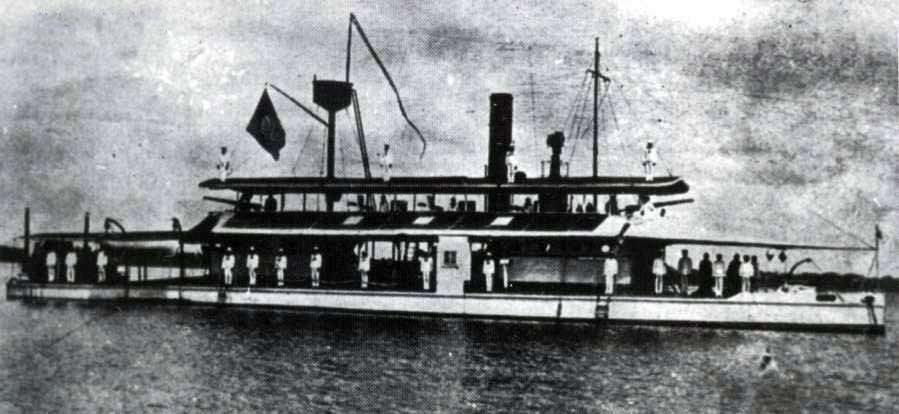
Canhoneira Fluvial Amapá. As quatro canhoneiras eram iguais

Compunham a Flotilha do Amazonas em 1910 os navios:
As Canhoneiras: Amapá, Acre, Missões e Juruá.
Os Avisos: Tefé e Jutay. O Vapor de Guerra Comandante Freitas.

### No Rio de Janeiro
Quando da ida do Coronel Joaquim Pantaleão Teles de Queiroz para Manaus para assumir o 46º batalhão de caçadores, este recebeu ordens diretas de Nilo Peçanha para resolver a disputa entre o Governador Bittencourt e Silvério Néri.
Já, o novo capitão do porto Capitão de Corveta Francisco Costa Mendes indicado para Manaus é chamado ao Ministério da Marinha e lá ouve do Almirante Alexandrino que deve atender os pedidos do Senador Silvério Néri. E dali segue para ao Hotel dos Estrangeiros para se encontrar com Silvério Néri.

### Em Manaus
No dia 13 de fevereiro de 1910 Silvério Néri é removido da liderança do partido e em seu lugar é aclamado o governador Sr. Antônio Bittencourt, que, nunca disse ou desdisse se aceitava a liderança. Cabo Afonso também foi removido da direção do partido.
No início de setembro o Governador se mostra propenso a concordar com o Coronel Pantaleão e se reaproximar de Silvério Néri,  porém, depois convencido pelos deputados Antônio Monteiro de Souza, Antônio Guerreiro Antony e Raposo da Camara, voltou atrás.
Membros do Congresso do Amazonas sugeriram ao Coronel Pantaleão que retirasse o Governador a força, mas este declinou, dizendo que só com uma ordem vindo do Rio de Janeiro poderia fazê-lo, ("gato escaldado tem medo até de água fria", a Questão Telles) sugeriram então o problema do Jornal "Amazonas", Bittencourt era o "proprietário" do jornal, porém, este também pertencia a Silvério Néri, e o foi, durante todo o seu mandato como governador e nunca foi obstáculo para nada, era, como na maioria dos jornais da época o órgão de divulgação do Partido Republicano da vez, mas segundo a constituição do Amazonas no artigo 43, o governador não poderia. 
De qualquer forma Bittencourt tinha a maioria no Congresso do Amazonas e uma proposta de impeachment jamais passaria. 
Mas no dia 18 de setembro Pantaleão pede uma reunião com o Capitão do Porto, na reunião Pantaleão informa "Tenho ordem de depor o Governador Bittencourt e preciso do seu auxilio" este lhe responde que não pode ajudar pois não dispõe nem de uma "canoa de um pau só". Mas que deve pedir auxilio ao Comandante da Flotilha. 
Do Comandante da Flotilha, Pantaleão ouviu uma recusa, pois a mudança de governo no Amazonas só seria benéfica ao Almirante Alexandrino, seu desafeto. Mas que estava pronto a passar o posto a quem o Ministro da Marinha indicasse.
No dia 5 de outubro houve uma grande recepção na casa do governador em comemoração do aniversário de D. Amélia, esposa de Bittencourt, todos compareceram, o inusitado da noite foi que o Dr. Castella Simões pediu a mão de Dalila, filha de Bittencourt em casamento.
Nesse dia chegou a ordem para que os dois capitães de corveta trocassem posto. O Capitão de Corveta Francisco da Costa Mendes sabendo do que estava para acontecer tentou não se "imiscuir" na luta política quando recebeu um telegrama do Ministro dizendo em cifra "NÃO TENHA PRUDENCIA" e as 6 da tarde do dia seguinte, recebe outro telegrama sem cifra dizendo "EXONERADO CAPITANIA ASSUMA IMEDIATAMENTE COMANDO VAPOR FREITAS". A data escolhida era sete de outubro de 1910.

## A véspera
Nesse dia, sete de outubro, às 9 horas, o Deputado Federal do Amazonas Sr. Antônio Monteiro de Souza, chegou a Manaus e para ele se preparou uma grande recepção, que começou no Manaus Harbor & Roadway, como era chamado na época, na qual compareceram 12 dos 19, membros do Congresso do Amazonas, já que cinco deputados não se encontravam em Manaus, o Governador, o Prefeito, Os cônsules dos países amigos, toda a imprensa, a Associação Comercial, etc.
Consequentemente não houve sessão no Congresso, já que não havia quórum (mínimo de doze deputados), e o dia transcorria em paz e festividades. 
Depois das três horas da tarde, tendo assumido o comando do Comandante Freitas e tendo sido informado por Oficio do Vice  Governador Sá Peixoto que o Congresso do Amazonas havia deposto o Governador Bittencourt, o Capitão Francisco da Costa Mendes deixou o Vapor e voltou a terra para dar posse ao novo Capitão do Porto, o ex comandante da Flotilha, isto feito, seguiu para o Palácio para se apresentar ao Governador, como de praxe. 
No caminho recebeu um segundo Ofício de Sá Peixoto, requisitando a força do seu comando para garantir a autoridade dele e do Congresso.
Chegando ao Palácio ele se depara com Bittencourt no cargo de Governador, ele se apresenta, de praxe, como o novo Comandante da Flotilha, e é recebido, depois, conversando com Bittencourt, se diz surpreso por não ser recebido por Sá Peixoto, por que de acordo com o oficio tal...
Bittencourt, surpreso, diz que vai "pensar" sobre o assunto e se despede cordialmente do novo comandante da Flotilha.
O Capitão, então, segue para o Posto do Telegrafo para comunicar ao Rio de Janeiro os ocorridos naquela tarde, mas encontra já o posto fechado e com policiamento à porta.  
Bittencourt e o vice-governador eram muito próximos, mas, imediatamente mandou o comandante da Policia militar reforçar a segurança do Palácio e fechar o telegrafo.
Relata o Comandante da Flotilha, que Sá Peixoto e os membros do congresso chegados a ele tiveram ordem de prisão.
Depois informou por telegrama, o Presidente da República. 

“Dr. Nilo Peçanha, Presidente Republica – Rio.
Acabo de ser prevenido que forças federais pretendem depor-me hoje de madrugada.
Cumpro o dever de trazer a v.excª. 
A fim de tomar as providencias que couberem no caso, declarando que procurarei cumprir meu dever, defendendo  a autonomia do Estado, certo V.Excª. Não consentirá tal atentado ao regime republicano. 
Saudações. 

Bittencourt”.
O Presidente Nilo Peçanha e seus ministros militares estavam no Curato de Santa Cruz (zona oeste do Rio de Janeiro) assistindo as manobras finais daquela guarnição e só retornariam ao Palácio do Catete no final da tarde do dia seguinte”.
De propósito? Não se sabe. 
A mensagem do Almirante Alexandrino "EXONERADO CAPITANIA ASSUMA IMEDIATAMENTE COMANDO VAPOR FREITAS" ao Capitão Francisco Costa Mendes talvez explique. 
Sabe-se sim que a ata do Congresso do Congresso era forjada. Várias das assinaturas eram falsas.
Sabiam disso, os comandantes Militares em Manaus? Não se sabe. 
As oito da noite Sá Peixoto e três deputados entre eles o Presidente do Congresso com as famílias se asilam abordo do Comandante Freitas.

## O Bombardeio

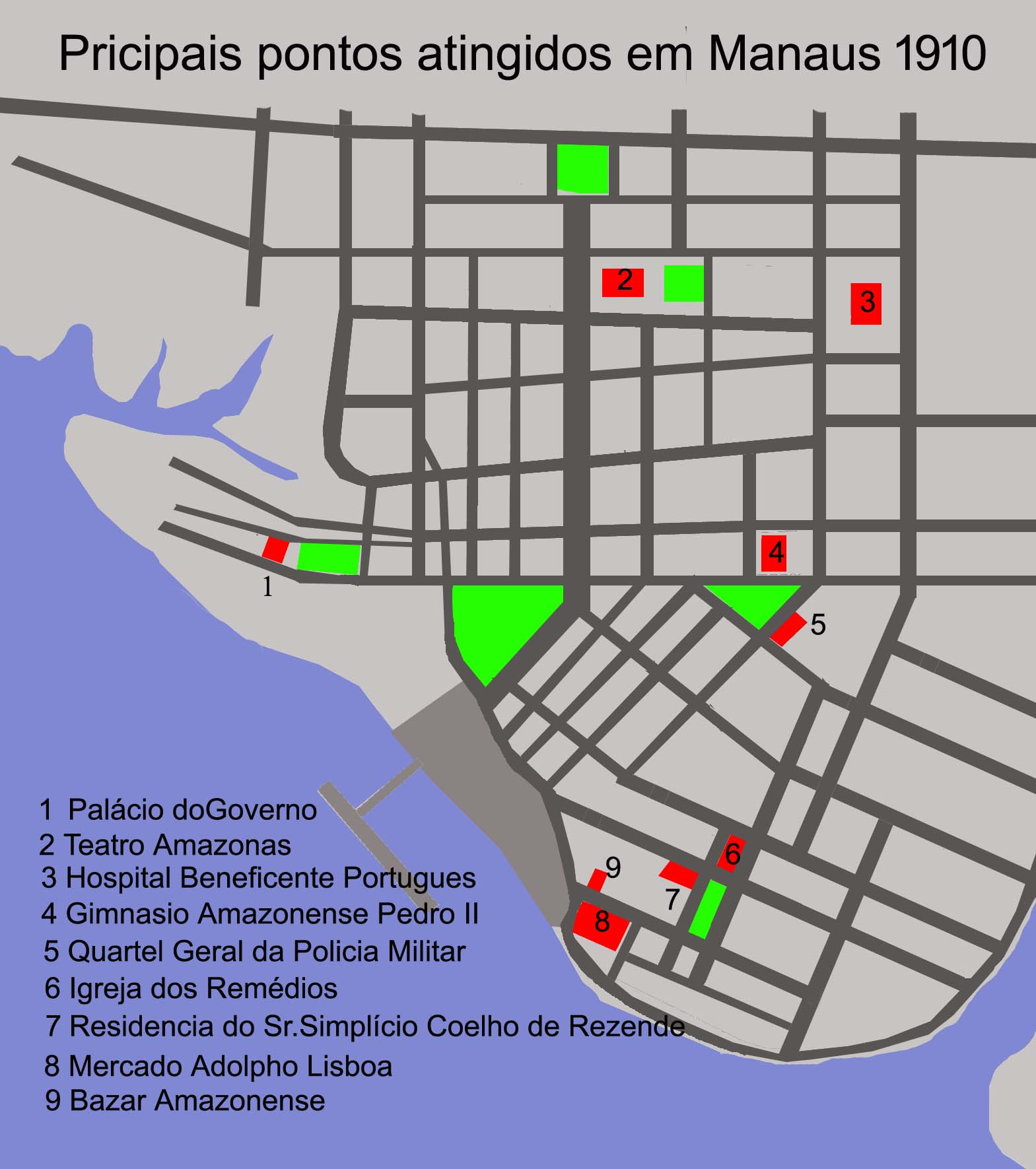
Pontos da cidade mais conhecidos, atingidos pelo bombardeio de 1910

As cinco e meia da manhã do sábado oito de outubro, Manaus é acordada com o bombardeio pelos navios da Flotilha, sem comunicação ou intimação, às seis horas um grupo de marinheiros tentou tomar pelos flancos o Palácio do Governo enquanto soldados do exército atacavam pela frente, ambos sofrendo baixas, morre o Tenente Lins. A Policia Militar defendeu como pode o Palácio e logrou êxito rechaçando as várias investidas daquela manhã. 
A outra versão, do Coronel Pantaleão, é que tentando entregar o Oficio ao governador, soldados e marinheiros foram recebidos a bala pela policia, ocasionando a morte do Tenente Lins. quando então houve a ordem de atirar para se defender. 
A questão é: entregar o oficio antes das cinco e meia da manhã? No Palácio? 
A esta hora do dia, na casa do Governador talvez fosse mais verossímil. Atirar para se defender, com canhão, a partir da Flotilha? As cinco e meia da manhã?
A primeira tentativa de tomar o palácio ocorreu pouco antes das seis horas, um grupo de marinheiros desceu pela rua Bernardo Ramos enquanto soldados do Exercito vinham pela Av. Municipal, foram recebidos pela policia militar com um intenso tiroteio.
Às dez horas, como as tropas federais ainda falhassem em tomar o Palácio, o Comandante Pantaleão enviou um emissário, o 2º Tenente Pantaleão Telles Ferreira, seu sobrinho ao quartel da Policia onde estavam O Governador Bittencout, o Prefeito Adrião Ribeiro Nepomuceno e alguns Cônsules das nações amigas acreditadas em Manaus, dizendo que o Congresso do Amazonas em sessão do dia sete de outubro havia decretado a perda do mandato de governador e que este deveria passar para o substituto legal, o vice-governador. 
Como era de conhecimento geral que no dia sete não havia tido sessão no congresso, todos ficaram pasmos, pouco depois, outro emissário o Tenente Coronel Coriolano de Carvalho e Silva, informava que o vice-governador requisitara ao comandante do exercito que intimasse o governador a passar o cargo, e Bittencourt responde dizendo que não reconhece a competência do Coronel Pantaleão Telles para lhe dar ordens, ao que o Coronel Coriolano retrucou, dizendo que era "uma ordem que vinha de forma reservada do Governo Federal", o que causou estranheza, porém foi dito que se fosse mostrado o documento então este seria acatado.
As onze e trinta e cinco da manhã, outros telegramas dirigidos ao Presidente da Republica, jornais, aos comandantes da Marinha e Exército nacional, a governadores de outros estados, foram enviados pelo governador e pelo prefeito, dando conta do que se passava em Manaus.
Telegrama do Governador Bittencourt ao Presidente Nilo Peçanha
"Acaba de ser atacada a guarda do Palácio por forças desembarcadas das canhoneiras fluviais.
O Quartel da Força Federal foi ostensivamente artilhado. 
Confirmando telegrama de ontem, aguardo, providencias enérgicas, urgentes de v.excª, a fim de restabelecer o sossego público perturbado. 

Por minha parte manterei a toda força os princípios constitucionais."
Telegrama do Prefeito Adrião Ribeiro ao presidente Nilo Peçanha
"O Município de Manaus protesta, perante todas autoridades federais e a imprensa de todo o País, contra o inaudito atentado perpetrado pelas forças de terra e de mar federais, bombardeando uma cidade indefesa como se a população amazonense fosse cidade inimiga da Pátria.

O Coronel comandante da inspeção mandou ao governador declarar por ordem reservada do governo federal que arrasará a cidade caso não queira entregar governo ao vice-governador."
Telegrama do Ministro da Marinha, Almirante Alexandrino Faria de Alencar ao Superintendente de Manaus Adrião Ribeiro.
"Se verdadeiro for vosso telegrama, será demitido o comandante da flotilha e responsabilizado por estar procedendo contra as ordens do Governo."
As reuniões se sucedendo e o bombardeio continuava, mortos e feridos, o Antigo Palácio do Governo já bastante danificado...

Pouco depois da saída do Coronel Coriolano, o bombardeio cessou, e foi distribuído nas ruas de Manaus um panfleto pondo a culpa do que ocorria no governador.
"AVISO A POPULAÇÃO.
Insistindo o Sr. Governador do Estado em não passar o exercício ao seu substituto legal, depois de ter perdido o mandato, em virtude do disposto no art. 43 da constituição, conforme o reconheceu o Congresso do Estado, as forças de terra e mar, solicitadas pelo vice-governador em exercício, avisam a população que vão bombardear a cidade, a começar de uma hora da tarde, a fim de que todos tomem as devidas precações para garantia e segurança de suas vidas.
(Assinado) Antônio Gonçalves de Sá Peixoto, vice governador em exercício, coronel Telles Queiroz, comandante da 1ª Região Militar, Francisco C. da Costa Mendes, comandante da flotilha.

Em 8 de outubro de 1910".
Em resposta, logo depois foi impresso um outro, convocando a população a pegar em armas para defender a legalidade.

"POVO AMAZONENSE
As nossas liberdades estão perigando!
Os grandes interesses do Estado, sacrificados a sanha gananciosa de um grupo de despeitados prestigiados pela força.
É necessário reagir quanto antes, em defesa de desses direito periclitantes.
O Governo do benemérito coronel Antônio Bittencourt confia e espera a solidariedade do povo amazonense.
Cada cidadão deve ser um defensor desse Governo de honestidade.
Às armas, povo amazonense!
No quartel da policia há armamento para a defesa do Governo.

Manaus, 8 de outubro de 1910."
Lembrar que, Sá Peixoto tinha ao seu dispor a gráfica do Correio do Norte e Bittencourt a do Amazonas. 
À uma hora da tarde, como anunciado, o canhoneiro recomeçou.
As duas da tarde já com o clima de guerra civil instalado, os cônsules das nações amigas e da Associação Comercial intervieram, argumentando que se a ordem vinha do Rio de Janeiro não havia nada a fazer, mas se não, certamente seria remediada em pouco tempo, o importante era salvar a cidade e as vidas tanto dos dirigentes quanto da população.
O Coronel Coriolano retorna, trazendo um ofício assinado pelo comandante militar, afirmando que é uma ordem do Presidente da Republica.

"Inspeção Permanente da 1ª Região Militar.
Gabinete. Nº
Objeto: Comunicação e Intimação.
46º Batalhão de Caçadores, em Manaus, 8 de outubro de 1910.
O Coronel Joaquim Pantaleão Telles de Queiroz, inspetor permanente da 1ª Região Militar, Ao Exm. Sr. Coronel Antônio Clemente Ribeiro Bittencourt:
Exm.Sr. coronel. 
De ordem do Governo Federal, intimo a v. excª.
A passar imediatamente, o Governo do Estado ao exm. Sr. Dr. Antonio Gonçalves Pereira de Sá Peixoto, vice-governador do Estado.

Saúde e Fraternidade, coronel Joaquim Pantaleão Telles de Queiroz."
Como ainda não obtivera resposta do Rio de Janeiro, o governador cede, sob protesto, mas cede. Mas antes registra uma ata em juízo, da reunião que tivera com os cônsules e os relatos dos enviados militares naquele dia. 
Segue para a sua casa e depois a noite avisado que seria preso, vai pelos fundos para a casa vizinha do Cônsul da Argentina.
O Comandante da Flotilha diz que o bombardeio cessou às três horas da tarde.
Já Bittencourt diz que o bombardeio prosseguiu até depois das cinco horas da tarde.

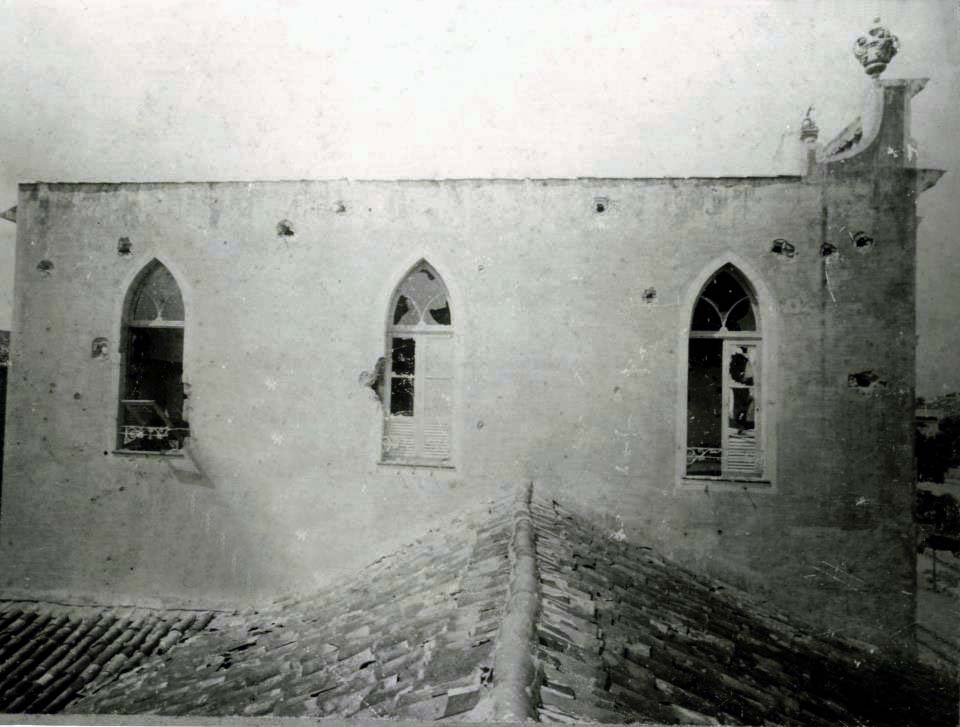
Vista lateral da casa do Dr. Simplício. Notar a praça dos Remédios a direita

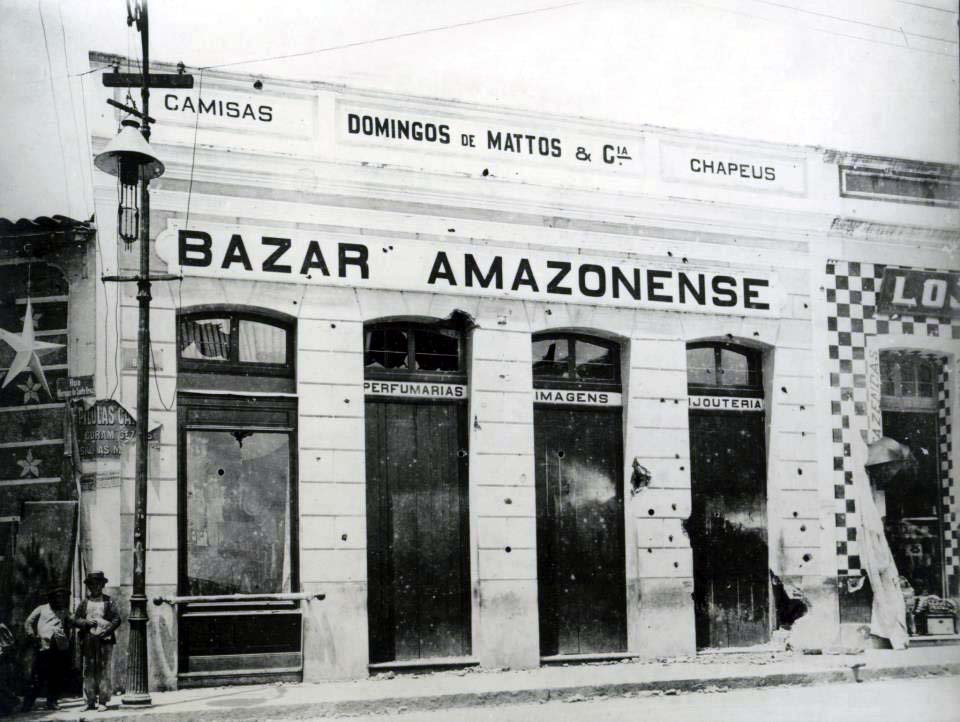
O prédio ainda existe, Rua dos Barés Nº1

Ao fim do bombardeio haviam sido atingidos o Teatro Amazonas,  o Palácio do Governo (depois Paço Municipal 1917, Paço da Liberdade 1956 e atual Museu da Cidade), o Hospital Beneficente Português, o Ginásio do Amazonas (hoje Colégio Estadual D. Pedro II), o Mercado Municipal, a Igreja dos Remédios, O Quartel Geral da Policia Militar, além de várias residências entre elas a do Dr. Simplício Rezende  e casas comerciais como o Bazar Amazonense, com mortes de civis e militares de ambos os lados e dezenas de feridos. 
Assim que retornou ao Palácio do Catete, Nilo Peçanha convoca os ministros militares e envia imediatamente um telegrama ao Governador Bittencourt.
Telegrama de Nilo Peçanha ao Governador Bittencourt.
"Exmo. Governador Bittencourt 
Acabo receber telegrama V.Exª. Comunicando-me que forças federais de mar e terra promovem a deposição de V.Exª, e que a guarda de Palácio foi atacada. Governo Federal não se conforma com tal atentado à autonomia do Estado e por intermédio de seus ministros da marinha e da guerra já fez ciente as mesmas forças de que se de fato é verdadeiro e V.Exª for deposto, mandará repô-lo como me cumpre em obediência a constituição e a lei. Saudações cordiais.

Nilo Peçanha."
Este foi o último telegrama recebido por Bittencourt, que já estava deposto.
No início da noite, por volta das oito horas, o oficio, entregue ao Coronel Coriolano, finalmente chega as mãos o vice-governador  informando formalmente da decisão, então nomeia um novo Superintendente o antes intendente municipal Coronel Carlos Studart que era farmacêutico e em sua farmácia o Deputado Castella Simões que também estava a bordo e era médico, fazia consultas das sete as dez, como dizia sua propaganda no seu jornal.
Depois, Sá Peixoto desembarca e vai para casa, pois o Palácio estava bastante destruído.
O importante é que a noite depois das oito horas o Posto do Telegrafo muda de mãos.
Só então chegam as respostas do Rio de Janeiro.
Telegrama do Ministro da Marinha ao Comandante da Flotilha, Capitão Francisco da Costa Mendes.
"Telegrama do superintendente (Prefeito de Manaus) comunica que flotilha bombardeia a cidade a fim de depor o governador. Se, na verdade estais procedendo tão inaudito atentado, sereis responsabilizado e preso, considerando-vos desde já demitido".
Telegrama do presidente Nilo Peçanha ao Vice-Governador. Bittencourt que só toma conhecimento deste pelos jornais já em Belém do Pará.
"Não posso dar responsabilidade da União à situação de fato que ai se criou. Não tenho nenhuma comunicação com o Congresso do Amazonas, a que V.Exª. aludiu. Deve V.Exª. passar a administração ao governador coronel Bittencourt, nesse sentido dou ordem a guarnição."
Com este telegrama se deduz que Sá Peixoto enviou um telegrama a Nilo Peçanha, explicando o acontecido e informando sobre a ata do Congresso do Amazonas. 
Como já estava descartada a "Ata" do Congresso do Amazonas por Nilo Peçanha neste telegrama, Sá Peixoto precisava encontrar um novo meio de legalizar a sua posse.

## A Renúncia
Em nove de outubro, dá posse, a um novo chefe de policia Sr. Jorge Maranhão que era, cunhado de Silvério Néri, e convoca o agora ex-governador para uma reunião em sua casa.
Lá, trazido preso por escolta do Sr. Maranhão e militares armados, os dois se encontram e ele exige uma carta de renúncia, que intimidado,  temendo por sua vida o ex-governador assina, já que era desnecessária se o congresso o havia deposto, de que serviria uma carta de renúncia...
Depois disso Sá Peixoto e Bittencourt saem caminhando muito cordialmente, escoltando-o até a sua casa.

## O Desfecho
No dia 10 de outubro, Bittencourt avisado por amigos que sua vida corria perigo, embarca no paquete Bahia que estava pronto para partir, pois a principio só embarcaria no dia 13, junto com sua família no paquete inglês Ambrose com destino a Belém.
Lá chegando recebe ainda no porto de Belém o General Pedro Paulo da Fonseca Galvão que lhe pergunta a pedido do Presidente Nilo Peçanha se sua renuncia havia sido feita de livre vontade.
No Senado da República, Silvério Néri, Rui Barbosa, Pinheiro Machado e outros, discursam a favor da legalidade da deposição de Bittencourt, disseram que o Congresso do Amazonas tinha agido com soberania de acordo com a constituição e tudo mais, apresentaram os telegramas de Sá Peixoto etc.
Protestaram contra a reação de Nilo Peçanha, que este não devia se envolver, que era uma interferência nos negócios do estado do Amazonas etc.
A constituição do Amazonas no seu artigo 43, realmente dizia que o governador não podia ter empresa que fosse ligada ao governo, mas não determinava nenhuma sanção, e a pela constituição federal, para se remover um Governante era e ainda é hoje, preciso haver um processo com pleno direito de defesa etc. 
Então ficou patente que a ata do Congresso era forjada, parte das assinaturas eram falsas.
Mas o Governador renunciou, lembraram em outros tantos discursos no Senado. 
Nilo Peçanha já havia mandado o General Pedro Paulo da Fonseca Galvão perguntar a Bittencourt, se este havia renunciado voluntariamente ao cargo.
O Coronel Pantaleão Telles envia ao Rio de Janeiro um extenso telegrama relatando a sua participação no evento do dia 8 de outubro.

Finalmente, após receber as explicações do Coronel Pantaleão, o General Bormann, Ministro da Guerra envia o seguinte Telegrama:
“Coronel Telles. Manaus
O Presidente acaba de assinar decreto de vossa exoneração. 
Em caso algum podíeis atender requisição de quem quer que fosse. 
Se o Congresso decretou procedente acusação do governador e o suspendeu constitucionalmente só o Presidente da Republica podia autorizar a execução da medida. 
Confessais em vosso telegrama de hoje ao Sr. Presidente que, para evitar derramamento de sangue usaste do nome de S. Exc. 
Deveis recolher-vos preso a esta capital.

General Bormann, Ministro da Guerra.”
Bittencourt pede e em 15 de outubro lhe é concedido um Habeas corpus pelo Supremo Tribunal Federal. No mesmo dia o Juiz Federal de Manaus recebe um telegrama com ordem de executa-lo.  
No dia 28 de outubro quando tomaram conhecimento que Bittencourt seguia para tomar posse, a Policia Militar derrubou Sá Peixoto que desapareceu (pensaram até que havia sido assassinado), mas apareceu depois que os ânimos esfriaram.
O Presidente do Congresso que declarou ter sido forçado a assinar a tal Ata do dia sete, mas era um dos que se refugiaram no Comandante Freitas, deveria tomar posse, mas se declarou doente, então o Desembargador Benjamim de Souza Rubim Presidente do Superior Tribunal de Justiça assumiu interinamente o Governo, o Prefeito Adrião Ribeiro reassumiu a superintendência.
No dia 31 de outubro de 1910,com a chegada de Bittencourt a Manaus escoltado pelo General Pedro Paulo da Fonseca Galvão (primo de Deodoro da Fonseca assim como Hermes da Fonseca) e seus dois Batalhões, foi reconduzido ao governo.
Em 29 de novembro o Congresso do Amazonas anula todos os atos do vice-governador.

"Lei numero 30 de 29 de novembro de 1910
O congresso dos Representantes do Estado do Amazonas, Decreta e Promulga a seguinte Lei.
Art. 1 Fica aprovado o decreto nº 946 de 28 de outubro de 1910, que anula todos os atos praticados pelo Dr.Antônio Gonçalves Pereira de Sá Peixoto durante o tempo que se apossou do Governo.

Art.2 Revogam-se as disposições em contrario."
Com a exceção dos dois Comandantes Militares, ninguém foi processado ou punido, Silvério Néri, o Almirante Alexandrino, nem o próprio Sá Peixoto que se tornou desembargador no Tribunal Superior de Manaus.  
Dias depois numa pequena vingança, o Prefeito Adrião Ribeiro trocou o nome da Av. Silvério Néri, onde morava o próprio Silvério Néri para Av.Joaquim Nabuco. 
Em 15 de Janeiro de 1911, Coronel Pantaleão foi condenado a 6 meses de trabalhos forçados.
Já o Capitão de Corveta Francisco Costa Mendes foi rebaixado e demitido da Marinha, mas em 1913 foi reintegrado no posto de Capitão de Corveta pelo Presidente Hermes da Fonseca.
Capitão de Corveta Francisco Barros Barreto, que se recusou a participar do golpe prosseguiu com sua carreira militar, foi Ministro do Superior Tribunal Militar como vice-Almirante e postumamente chegou ao posto de Almirante de Esquadra. 
O Deputado Castella Simões não casou com a filha de Bittencourt.
A Cidade voltou à normalidade, com os seus problemas, que já enfrentava o início da queda do preço da borracha e assim começava a perder o brilho, a pompa e circunstância.
Em 19 de dezembro de 1918 o Sr. Domingos de Matos conseguiu do Supremo Tribunal Federal o direito a indenização pela destruição do Bazar Amazonense, durante o bombardeio de Manaus.